# (79,13,2)-Blockplan
Der (79,13,2)-Blockplan ist ein spezieller symmetrischer Blockplan. Um ihn konstruieren zu können, musste dieses kombinatorische Problem gelöst werden: eine leere 79 × 79 - Matrix wurde so mit Einsen gefüllt, dass jede Zeile der Matrix genau 13 Einsen enthält und je zwei beliebige Zeilen genau 2 Einsen in der gleichen Spalte besitzen (nicht mehr und nicht weniger). Das klingt relativ einfach, ist aber nicht trivial zu lösen. Es gibt nur gewisse Kombinationen von Parametern (wie hier v = 79, k = 13, λ = 2), für die eine solche Konstruktion überhaupt machbar ist. In dieser Übersicht sind die kleinsten solcher (v,k,λ) aufgeführt.

## Bezeichnung
Dieser symmetrische 2-(79,13,2)-Blockplan wird Biplane der Ordnung 11 genannt.

## Eigenschaften
Dieser symmetrische Blockplan hat die Parameter v = 79, k = 13, λ = 2 und damit folgende Eigenschaften:
- Er besteht aus 79 Blöcken und 79 Punkten.
- Jeder Block enthält genau 13 Punkte.
- Je 2 Blöcke schneiden sich in genau 2 Punkten.
- Jeder Punkt liegt auf genau 13 Blöcken.
- Je 2 Punkte sind durch genau 2 Blöcke verbunden.

## Existenz und Charakterisierung
Es existieren mindestens zwei nichtisomorphe 2-(79,13,2) - Blockpläne. Diese Lösungen sind: 
- Lösung 1 (dual zur Lösung 2) mit der Signatur 2·11, 55·16, 22·31 und den λ-chains 1584·3, 605·4, 682·5, 825·6, 660·7, 330·8, 275·9, 748·10, 2695·13. Sie enthält 77 Ovale der Ordnung 7.
- Lösung 2 (dual zur Lösung 1) mit der Signatur 11·1, 11·11, 55·24, 2·66 und den λ-chains 1584·3, 605·4, 682·5, 825·6, 660·7, 330·8, 275·9, 748·10, 2695·13. Sie enthält 77 Ovale der Ordnung 7.

## Liste der Blöcke
Hier sind alle Blöcke dieses Blockplans aufgelistet; zum Verständnis dieser Liste siehe diese Veranschaulichung
- Lösung 1

```
  1   2   3   4   5   6   7   8   9  10  11  12  13
  1   2  14  15  16  17  18  19  20  21  22  23  24
  1   3  14  28  34  40  41  48  50  63  67  70  73
  1   4  15  29  35  41  42  49  51  64  68  71  74
  1   5  16  25  30  42  43  50  52  58  65  72  75
  1   6  17  26  31  43  44  51  53  59  66  73  76
  1   7  18  27  32  44  45  52  54  60  67  74  77
  1   8  19  28  33  45  46  53  55  61  68  75  78
  1   9  20  29  34  36  46  54  56  58  62  76  79
  1  10  21  30  35  36  37  55  57  59  63  69  77
  1  11  22  25  31  37  38  47  56  60  64  70  78
  1  12  23  26  32  38  39  48  57  61  65  71  79
  1  13  24  27  33  39  40  47  49  62  66  69  72
  2   3  14  27  33  42  43  55  57  60  64  76  79
  2   4  15  28  34  43  44  47  56  61  65  69  77
  2   5  16  29  35  44  45  48  57  62  66  70  78
  2   6  17  25  30  45  46  47  49  63  67  71  79
  2   7  18  26  31  36  46  48  50  64  68  69  72
  2   8  19  27  32  36  37  49  51  58  65  70  73
  2   9  20  28  33  37  38  50  52  59  66  71  74
  2  10  21  29  34  38  39  51  53  60  67  72  75
  2  11  22  30  35  39  40  52  54  61  68  73  76
  2  12  23  25  31  40  41  53  55  58  62  74  77
  2  13  24  26  32  41  42  54  56  59  63  75  78
  4  13  17  22  26  27  34  35  38  45  50  55  58
  3   5  18  23  25  27  28  35  39  46  51  56  59
  4   6  19  24  25  26  28  29  36  40  52  57  60
  5   7  14  20  26  27  29  30  37  41  47  53  61
  6   8  15  21  27  28  30  31  38  42  48  54  62
  7   9  16  22  28  29  31  32  39  43  49  55  63
  8  10  17  23  29  30  32  33  40  44  50  56  64
  9  11  18  24  30  31  33  34  41  45  51  57  65
 10  12  14  19  31  32  34  35  42  46  47  52  66
 11  13  15  20  25  32  33  35  36  43  48  53  67
  3  12  16  21  25  26  33  34  37  44  49  54  68
  5  12  19  20  38  40  43  45  51  54  63  64  69
  6  13  20  21  39  41  44  46  52  55  64  65  70
  3   7  21  22  36  40  42  45  53  56  65  66  71
  4   8  22  23  37  41  43  46  54  57  66  67  72
  5   9  23  24  36  38  42  44  47  55  67  68  73
  6  10  14  24  37  39  43  45  48  56  58  68  74
  7  11  14  15  38  40  44  46  49  57  58  59  75
  8  12  15  16  36  39  41  45  47  50  59  60  76
  9  13  16  17  37  40  42  46  48  51  60  61  77
  3  10  17  18  36  38  41  43  49  52  61  62  78
  4  11  18  19  37  39  42  44  50  53  62  63  79
  7  10  15  24  25  50  51  54  55  61  66  70  79
  8  11  14  16  26  51  52  55  56  62  67  69  71
  9  12  15  17  27  52  53  56  57  63  68  70  72
 10  13  16  18  28  47  53  54  57  58  64  71  73
  3  11  17  19  29  47  48  54  55  59  65  72  74
  4  12  18  20  30  48  49  55  56  60  66  73  75
  5  13  19  21  31  49  50  56  57  61  67  74  76
  3   6  20  22  32  47  50  51  57  62  68  75  77
  4   7  21  23  33  47  48  51  52  58  63  76  78
  5   8  22  24  34  48  49  52  53  59  64  77  79
  6   9  14  23  35  49  50  53  54  60  65  69  78
  6  11  16  23  27  34  36  61  63  64  66  74  75
  7  12  17  24  28  35  37  62  64  65  67  75  76
  8  13  14  18  25  29  38  63  65  66  68  76  77
  3   9  15  19  26  30  39  58  64  66  67  77  78
  4  10  16  20  27  31  40  59  65  67  68  78  79
  5  11  17  21  28  32  41  58  60  66  68  69  79
  6  12  18  22  29  33  42  58  59  61  67  69  70
  7  13  19  23  30  34  43  59  60  62  68  70  71
  3   8  20  24  31  35  44  58  60  61  63  71  72
  4   9  14  21  25  32  45  59  61  62  64  72  73
  5  10  15  22  26  33  46  60  62  63  65  73  74
  8   9  18  21  26  35  40  43  47  70  74  75  79
  9  10  19  22  25  27  41  44  48  69  71  75  76
 10  11  20  23  26  28  42  45  49  70  72  76  77
 11  12  21  24  27  29  43  46  50  71  73  77  78
 12  13  14  22  28  30  36  44  51  72  74  78  79
  3  13  15  23  29  31  37  45  52  69  73  75  79
  3   4  16  24  30  32  38  46  53  69  70  74  76
  4   5  14  17  31  33  36  39  54  70  71  75  77
  5   6  15  18  32  34  37  40  55  71  72  76  78
  6   7  16  19  33  35  38  41  56  72  73  77  79
  7   8  17  20  25  34  39  42  57  69  73  74  78
```

- Lösung 2

```
  1   2   3   4   5   6   7   8   9  10  11  12  13
  1   2  14  15  16  17  18  19  20  21  22  23  24
  1   3  14  26  35  38  45  51  54  61  66  74  75
  1   4  15  25  27  39  46  52  55  62  67  75  76
  1   5  16  26  28  36  40  53  56  63  68  76  77
  1   6  17  27  29  37  41  54  57  58  64  77  78
  1   7  18  28  30  38  42  47  55  59  65  78  79
  1   8  19  29  31  39  43  48  56  60  66  69  79
  1   9  20  30  32  40  44  49  57  61  67  69  70
  1  10  21  31  33  41  45  47  50  62  68  70  71
  1  11  22  32  34  42  46  48  51  58  63  71  72
  1  12  23  33  35  36  43  49  52  59  64  72  73
  1  13  24  25  34  37  44  50  53  60  65  73  74
  2   3  14  28  33  41  42  48  57  60  67  73  76
  2   4  15  29  34  42  43  47  49  61  68  74  77
  2   5  16  30  35  43  44  48  50  58  62  75  78
  2   6  17  25  31  44  45  49  51  59  63  76  79
  2   7  18  26  32  45  46  50  52  60  64  69  77
  2   8  19  27  33  36  46  51  53  61  65  70  78
  2   9  20  28  34  36  37  52  54  62  66  71  79
  2  10  21  29  35  37  38  53  55  63  67  69  72
  2  11  22  25  30  38  39  54  56  64  68  70  73
  2  12  23  26  31  39  40  55  57  58  65  71  74
  2  13  24  27  32  40  41  47  56  59  66  72  75
  5  11  17  23  26  27  34  35  47  60  67  70  79
  6  12  18  24  25  27  28  35  48  61  68  69  71
  7  13  14  19  25  26  28  29  49  58  62  70  72
  3   8  15  20  26  27  29  30  50  59  63  71  73
  4   9  16  21  27  28  30  31  51  60  64  72  74
  5  10  17  22  28  29  31  32  52  61  65  73  75
  6  11  18  23  29  30  32  33  53  62  66  74  76
  7  12  19  24  30  31  33  34  54  63  67  75  77
  8  13  14  20  31  32  34  35  55  64  68  76  78
  3   9  15  21  25  32  33  35  56  58  65  77  79
  4  10  16  22  25  26  33  34  57  59  66  69  78
  9  10  18  19  27  34  38  40  43  45  58  73  76
 10  11  19  20  28  35  39  41  44  46  59  74  77
 11  12  20  21  25  29  36  40  42  45  60  75  78
 12  13  21  22  26  30  37  41  43  46  61  76  79
  3  13  22  23  27  31  36  38  42  44  62  69  77
  3   4  23  24  28  32  37  39  43  45  63  70  78
  4   5  14  24  29  33  38  40  44  46  64  71  79
  5   6  14  15  30  34  36  39  41  45  65  69  72
  6   7  15  16  31  35  37  40  42  46  66  70  73
  7   8  16  17  25  32  36  38  41  43  67  71  74
  8   9  17  18  26  33  37  39  42  44  68  72  75
 11  13  15  17  28  33  40  43  50  51  54  55  69
  3  12  16  18  29  34  41  44  51  52  55  56  70
  4  13  17  19  30  35  42  45  52  53  56  57  71
  3   5  18  20  25  31  43  46  47  53  54  57  72
  4   6  19  21  26  32  36  44  47  48  54  55  73
  5   7  20  22  27  33  37  45  48  49  55  56  74
  6   8  21  23  28  34  38  46  49  50  56  57  75
  7   9  22  24  29  35  36  39  47  50  51  57  76
  8  10  14  23  25  30  37  40  47  48  51  52  77
  9  11  15  24  26  31  38  41  48  49  52  53  78
 10  12  14  16  27  32  39  42  49  50  53  54  79
  5   9  19  23  25  41  42  50  55  61  63  64  66
  6  10  20  24  26  42  43  51  56  62  64  65  67
  7  11  14  21  27  43  44  52  57  63  65  66  68
  8  12  15  22  28  44  45  47  53  58  64  66  67
  9  13  16  23  29  45  46  48  54  59  65  67  68
  3  10  17  24  30  36  46  49  55  58  60  66  68
  4  11  14  18  31  36  37  50  56  58  59  61  67
  5  12  15  19  32  37  38  51  57  59  60  62  68
  6  13  16  20  33  38  39  47  52  58  60  61  63
  3   7  17  21  34  39  40  48  53  59  61  62  64
  4   8  18  22  35  40  41  49  54  60  62  63  65
 10  13  15  18  36  48  57  63  64  70  74  75  79
  3  11  16  19  37  47  49  64  65  69  71  75  76
  4  12  17  20  38  48  50  65  66  70  72  76  77
  5  13  18  21  39  49  51  66  67  71  73  77  78
  3   6  19  22  40  50  52  67  68  72  74  78  79
  4   7  20  23  41  51  53  58  68  69  73  75  79
  5   8  21  24  42  52  54  58  59  69  70  74  76
  6   9  14  22  43  53  55  59  60  70  71  75  77
  7  10  15  23  44  54  56  60  61  71  72  76  78
  8  11  16  24  45  55  57  61  62  72  73  77  79
  9  12  14  17  46  47  56  62  63  69  73  74  78
```

## Oval
Ein Oval des Blockplans ist eine Menge seiner Punkte, von welcher keine drei auf einem Block liegen. Hier ist ein Beispiel eines Ovals maximaler Ordnung für jede Lösung dieses Blockplans:
- Lösung 1

```
  1   3  31  46  49  65  77
```

- Lösung 2

```
  1   2  25  36  47  58  69
```